# José Luis Llorente
José Luis Llorente Gento (Valladolid, 6 januari 1959) is een voormalig Spaans basketbalspeler. 

## Clubbasketbal
Llorente schreef zijn grootste successen met Real Madrid Baloncesto, de club waar hij werd opgeleid en waar hij negen seizoenen speelde verspreid over twee periodes. Hij werd met de club landskampioen in 1980 en 1982. Naarnaast speelde hij ook voor CD Cajamadrid, CB Zaragoza, BC Andorra en Baloncesto Fuenlabrada.

## Nationaal team
Llorente nam met Spanje drie keer deel aan de Olympische Spelen: in 1980, 1984 en 1988. Het beste resultaat behaalde hij in 1984, toen hij met Spanje een zilveren medaille won. Spanje moest in de finale het onderspit delven tegen de Verenigde Staten. Llorente was international van 1979 en 1988 en speelde in die periode 112 interlands.

## Palmares

### Clubs
Real Madrid Baloncesto
- Spaanse landstitel (2): 1979/80, 1981/82
- Copa del Rey de Baloncesto (1): 1988/89
- EuroLeague (1): 1979/80
- Intercontinental Cup: 1981
- Korać Cup: 1987/88
- Saporta Cup: 1988/89, 1991/92

### Nationale teams
- , finalist op de Olympische Zomerspelen 1984 in Los Angeles

## Familie
José Luis is de zoon van María Antonia Gento López, de zus van ex-voetballer Paco Gento. Zijn broer Antonio was eveneens basketbalspeler, terwijl zijn broers Francisco en Julio voetballers waren. Hij is de oom van Atlético Madrid-voetballer Marcos Llorente en de vader van basketbalspelers Sergio en Juan Llorente zijn eveneens professionele basketbalspelers. 